# Pei Xian (meteoryt)
Pei Xian (inna nazwa: Peixian) – meteoryt żelazny znaleziony w 1917 roku w chińskiej prowincji  Jiangsu. Z miejsca spadku pozyskano około 400 kg materii meteorytowej. Meteoryt Pei Xian jest jednym z jedenastu zatwierdzonych meteorytów znalezionych w tej prowincji.